# Stemma di Catanzaro
Lo stemma della città di Catanzaro fu donato alla città da Carlo V, al quale si deve l'aquila imperiale rappresentata nel blasone.

## Storia
Quando l'imperatore Carlo V divenne re di Napoli, la città dimostrò la propria fedeltà alla Corona. Nel 1528 il francese Odet de Foix de Lautrec fu incaricato dal re Francesco I di annetterla al Regno di Francia. Perciò inviò in Calabria due contingenti, al comando rispettivamente di Simone Tebaldi, conte di Capaccio, e di Francesco di Loria da Tortorella. Ad essi si associarono diversi nobili calabresi, come il Marchese di Crotone, e pugliesi, come il Marchese di Taranto, parteggianti per la Francia, i quali formarono un esercito di circa 35.000 uomini. Il Viceré della Provincia di Calabria Ulteriore, Don Pedro de Alarcón y Mendoza, con 11 000 uomini forniti dai nobili rimasti fedeli alla Corona, organizzò la difesa della Calabria Ulteriore eleggendo la città di Catanzaro, considerata inespugnabile, Piazza d'Armi e comando generale delle operazioni.

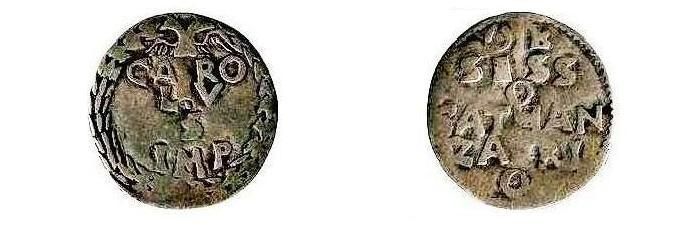
Moneta di Catanzaro del XVI secolo. Si nota raffigurata l'aquila imperiale di Carlo V

La città venne invano assediata per settimane e, nonostante la netta inferiorità numerica, i catanzaresi resistettero eroicamente fino al 28 agosto 1528. Dopo la vittoria, l'Imperatore le concesse il diritto di utilizzare come suo simbolo l'Aquila imperiale, recante sul petto uno scudo rappresentante i tre colli della città sormontati da una corona, e reggente col becco un nastro azzurro col motto Sanguinis Effusione. Nello stesso periodo a Catanzaro fu concessa l'esenzione dai tributi regi e la facoltà di battere moneta, del valore di un carlino. Le monete provenienti da Catanzaro recavano su una faccia la scritta Obsisso Cathanzario e sull'altra Carol. V S Imp.

## Stemma
La descrizione più antica dello stemma si trova nel libro Memorie historiche dell'illustrissima, famosissima, fedelissima città di Catanzaro di Vincenzo D'Amato (1670):
(Vincenzo D'Amato, Memorie historiche dell'illustrissima, famosissima, fedelissima città di Catanzaro, 1670)
L'elemento centrale dello stemma della città è l'aquila imperiale accordata da Carlo V; lo stemma è completato da uno scudo che riproduce i tre colli su cui si erge la città e da un nastro azzurro, stretto dal becco dell'aquila, su cui è riportato il motto Sanguinis effusione ("con spargimento di sangue", ottenuta è sottinteso), motivato dalle perdite riportate in varie battaglie dai combattenti catanzaresi.

Gonfalone comunale

### Decreto di riconoscimento

Stemma secondo il decreto di riconoscimento senza capo del Littorio

Il decreto del Capo del Governo che riconosceva lo stemma del Comune di Catanzaro è del 30 maggio 1940:

## Gonfalone
Sul gonfalone è rappresentata l'aquila imperiale su uno sfondo giallo e rosso a strisce verticali al di sotto della quale vi è la scritta dorata Città di Catanzaro, il gonfalone è decorato da nastri dorati come le parti di metallo e porta come fregio un nastro a cravatta tricolore con frangiature dorate; in termini araldici può essere descritto come un:
(blasone del gonfalone)

## Bandiera

Bandiera della città

La bandiera è partita gialla e rossa, al centro vi è l'aquila imperiale; la parte gialla è quella più vicina all'asta.

## Monumenti di interesse
In occasione della festività di San Vitaliano, nel luglio del 2024 il Comune di Catanzaro ha inaugurato l'installazione rappresentante l'Aquila Imperiale, posta all'ingresso della città. L'opera è stata realizzata dall'artista Francesco Caroleo.